# 前布蘭德約赫峰

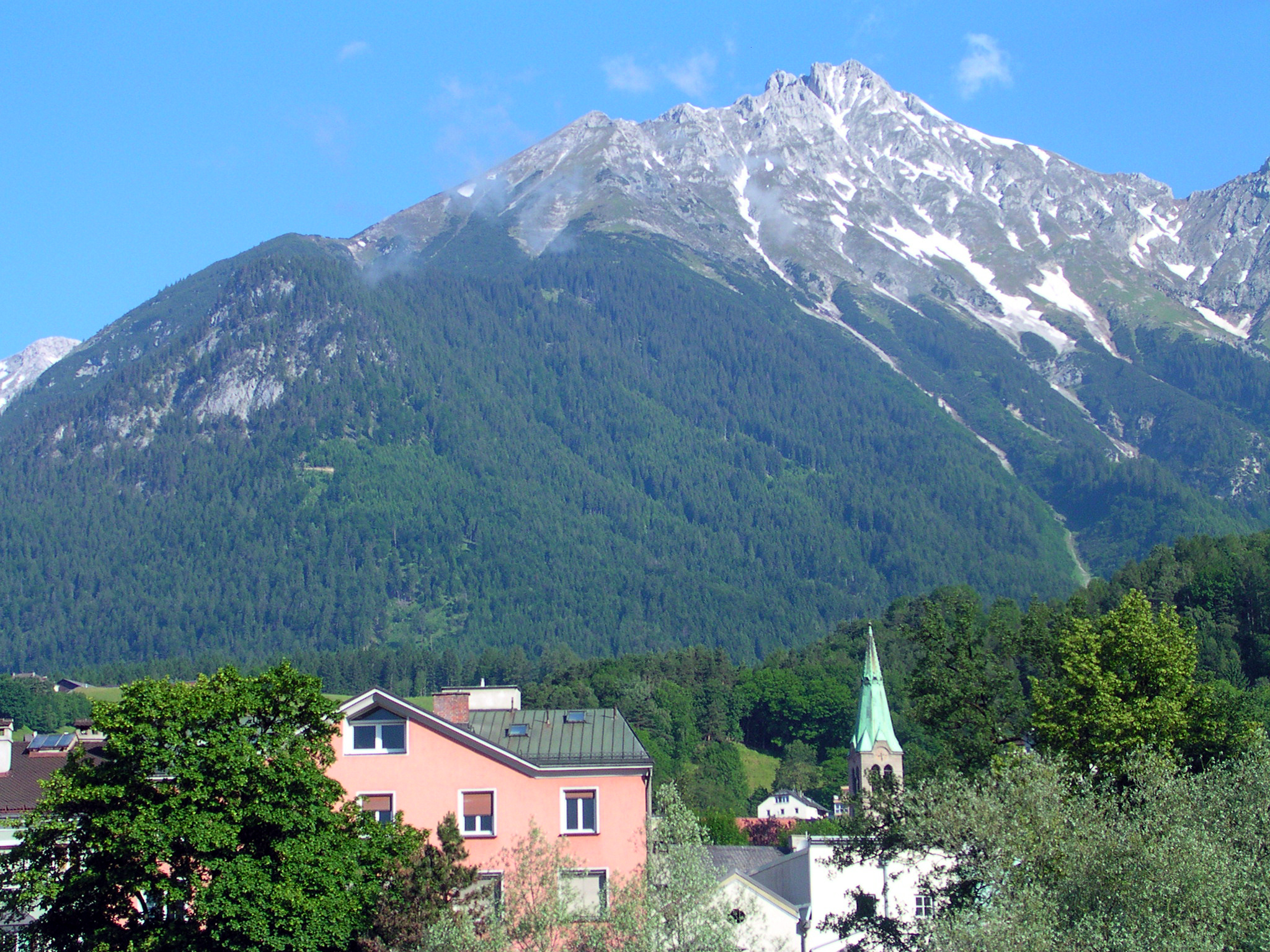

47°18′07″N 11°20′27″E / 47.30194°N 11.34083°E
前布蘭德約赫峰（德語：Vordere Brandjochspitze），是奧地利的山峰，位於該國西部，由蒂羅爾州負責管轄，屬於卡爾文德爾山脈的一部分，海拔高度2,559米，每年平均降雨量1,666毫米，人類在1867年首次登頂。